# Kostel svatého Hippolyta Římského (Córdoba)
Kostel svatého Hippolyta Římského (španělsky Real Colegiata de San Hipólito) v andaluské Córdobě je situován v centru města.
Kostel byl původně součástí kláštera založeného roku 1343 králem Alfonsem XI. jako důkaz vděčnosti za vítězství u Salada. Alfons zamýšlel z kláštera udělat i královské pohřebiště. Stavební práce byly pomalé a k dokončení stavby došlo až roku 1736. V současnosti je kostel zasvěcený svatému Hippolytovi od roku 1729 místem posledního odpočinku Alfonse XI. a jeho otce krále Ferdinanda IV., kteří sem byli přesunuti z místní katedrály.